# One Shot Ross
One Shot Ross er en amerikansk stumfilm fra 1917 af Clifford Smith.

## Medvirkende
- Roy Stewart som Ross
- Josie Sedgwick som Nan Sheridan
- Jack Richardson som Jim Butler
- Louis Durham som Shorty
- William Ellingford som Mr. Sheridan